# Жаба-повитуха іберійська
Жаба-повитуха іберійська (Alytes cisternasii) — вид земноводних з роду жаба-повитуха родини круглоязикові.

## Опис
Загальна довжина досягає 3,6—4,2 см. Спостерігається статевий диморфізм: самка більша за самця. Голова коротка. Очі вирячені з вертикальними зіницями. Партоїди-залози малі. Барабанна перетинка чітко помітна. На верхніх повіках присутні 1—2 рядки червонуватих бородавок. Тулуб кремезний. Шкіра бородавчаста, вони тягнуться від барабанної порожнини до паху. Кінцівки коротші, ніж у інших представників свого роду. На пахвах й литках є великі залози. Присутній п'ятковий горбик.
Забарвлення спини коричнювате з темними плямами, що нагадують цвіль. Черево має брудно-білий колір, без якихось плям чи цяток.

## Спосіб життя
Полюбляє сухі, піщані місцини, неподалік від тимчасових водойм. Зустрічається на висоті від 100 до 1300 м над рівнем моря. на відміну від інших жаб-повитух дуже добре риє нори, часто заривається у ґрунт, де ховається у день. Живиться безхребетними.
Статева зрілість настає у 2 роки. Розмноження відбувається з вересня по березень. Самиця відкладає 30—60 яєць діаметром 2,6—3,5 мм за сезон може бути до 4 кладок загальною чисельністю яєць у 180 шт. Як й інші жаби-повитухи самець цією виношує яйця поки не з'являються пуголовки. Тоді він відправляє їх до водойми. Метаморфоза триває 110–140 днів.

## Поширення
Мешкає у Південній та Східній Португалії, Західній та Центральній Іспанії.